# Malmö akademiska orkester

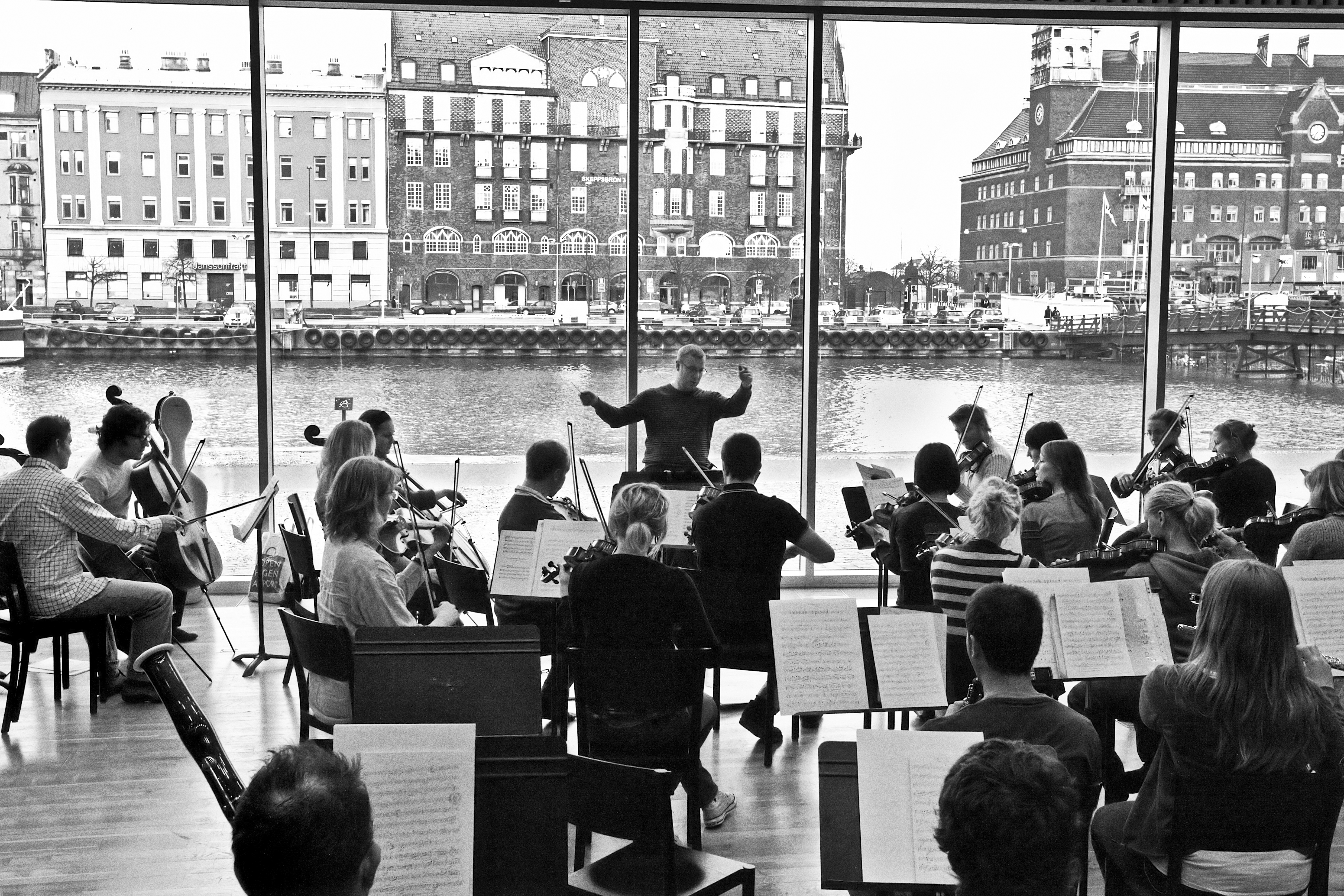
Malmö Akademiska Orkester repeterar med Daniel Hansson på Orkanen, Malmö högskola.

Malmö akademiska orkester under ledning av Malmö högskolas director musices Daniel Hansson, har sedan starten år 2000 varit ett uppskattat inslag i Malmös musikliv.[källa behövs]
Orkestern konserterar regelbundet i Malmö och dess omnejd, ofta i samarbete med Malmö akademiska kör. 

## Diskografi
- 2005 – A winter's tale
- 2008 – When christmas is nigh
- 2011 – Sånger vid havet